# The Outsider (film fra 1917)
The Outsider er en amerikansk stumfilm fra 1917 af William C. Dowlan.

## Medvirkende
- Emmy Wehlen som Sally Manvers
- Herbert Heyes som Trego
- Florence Short som Mrs. Standish
- Virginia Palmer som Mrs. Gosnold
- Jules Raucourt som Walter Arden Savage